# 아이 레프트 마이 하트 인 소르소곤
《아이 레프트 마이 하트 인 소르소곤》(영어: I Left My Heart in Sorsogon)는 2021년 방영된 필리핀의 드라마이다.